# Теорема на Морера
В комплексния анализ теоремата на Морера, наречена на Джачинто Морера, дава важен критерий за доказване на холоморфност.
Теоремата на Морера гласи:
Ако f е дефинирана и непрекъсната, комплексна функция в област D в комплексната равнина и ако
{\displaystyle \oint _{C}f(z)\,dz=0}
за всички затворени криви C в D, то f е холоморфна в D.

## Забележки
- От предположенията следва, че f(z) е производна на някоя аналитична функция.
- Обратното твърдение не е винаги вярно. Не всяка холоморфна функция има примитивна в дефиниционната си област. Необходими са допълнителни условия.